# Saint-Junien-les-Combes
 Saint-Junien-les-Combes  (en occitano Lo Pitit Sent Junian) es una localidad y comuna de Francia, en la región de Lemosín, departamento de Alto Vienne, en el distrito y cantón de Bellac.
Su población en el censo de 2008 era de 194 habitantes.
Está integrada en la Communauté de communes du Haut Limousin.

## Demografía
| 404 | 310 | 282 | 247 | 215 | 215 | 194 |
| Para los censos de 1962 a 1999 la población legal corresponde a la población sin duplicidades (Fuente: INSEE [Consultar]) |     |     |     |     |     |     |